# Actualiteitenrubriek
Een actualiteitenrubriek (in Nederland) of duidingsprogramma (in Vlaanderen) is een radio- of televisieprogramma dat aandacht besteedt aan actualiteiten en achtergronden bij het nieuws. Vaak gebeurt dit in de vorm van korte reportages of documentaires en interviews. Doorgaans worden in een dergelijk programma deskundigen uitgebreid aan het woord gelaten.

## Actualiteitenrubrieken in Nederland

### Televisie

#### Huidig
- EenVandaag (AVROTROS)
- Goedemorgen Nederland (WNL)
- Hart van Nederland (SBS6)
- Nieuwsuur (NOS, NTR)
- Tekst-tv (NOS)

#### Voormalig
- Brandpunt (KRO)
- Achter het Nieuws (VARA)
- TROS Aktua (TROS)
- Altijd Wat (NCRV)
- Berichten uit de Samenleving (VPRO)
- BG-TV (VPRO)
- Goedemorgen Nederland (KRO)
- Hier en Nu (NCRV)
- Info (VOO)
- Kenmerk (IKON)
- Nader bekeken (EO)
- Netwerk
- Veronica's Nieuwslijn (VOO)
- NOS-Laat
- NOVA
- Ochtendspits (WNL)
- Panoramiek (NOS)
- PowNews (Powned)
- Televizier Magazine (AVRO)
- TweeVandaag
- Tijdsein (EO)
- Uitgesproken (VARA, EO,WNL)
- Vandaag de dag (WNL)
- VARA-Visie

### Radio

#### Huidig
- Radio 1 Journaal
- Met het Oog op Morgen (NOS)

#### Voormalig
- Aktua (TROS)
- Dingen van de dag (VARA)
- Echo (KRO).
- Hier en nu (NCRV)
- AVRO's Radiojournaal

## Actualiteitenrubrieken in België

### Televisie

#### Huidig
- De Tafel van Gert, een duidingsprogramma op Play4
- De Afspraak, een duidingsprogramma op Canvas
- De Afspraak op vrijdag, een politiek duidingsprogramma op Canvas
- De Markt, een economisch duidingsprogramma op één
- Pano, een duidings- en reportageprogramma op één
- Telefacts, een reportageprogramma op VTM
- Terzake, een duidingsprogramma op Canvas
- Villa Politica, een politiek duidingsprogramma op één
- De Zevende Dag, een (vooral op politiek gericht) ontbijtprogramma, zondagochtend op één

#### Voormalig
- Koppen, duidings- en reportageprogramma op één
- Panorama, een duidingsprogramma op Canvas

### Radio
- Actueel, duidingsprogramma op Radio 1.
- Radionieuws
- Vandaag, duidingsprogramma (16u-19u), vroeger De Wandelgangen
- De Ochtend, duiding aan het begin van de dag (6u-9u), vroeger Voor de dag
- De Vrije Markt, economisch duidingsprogramma